# Anna Ewers

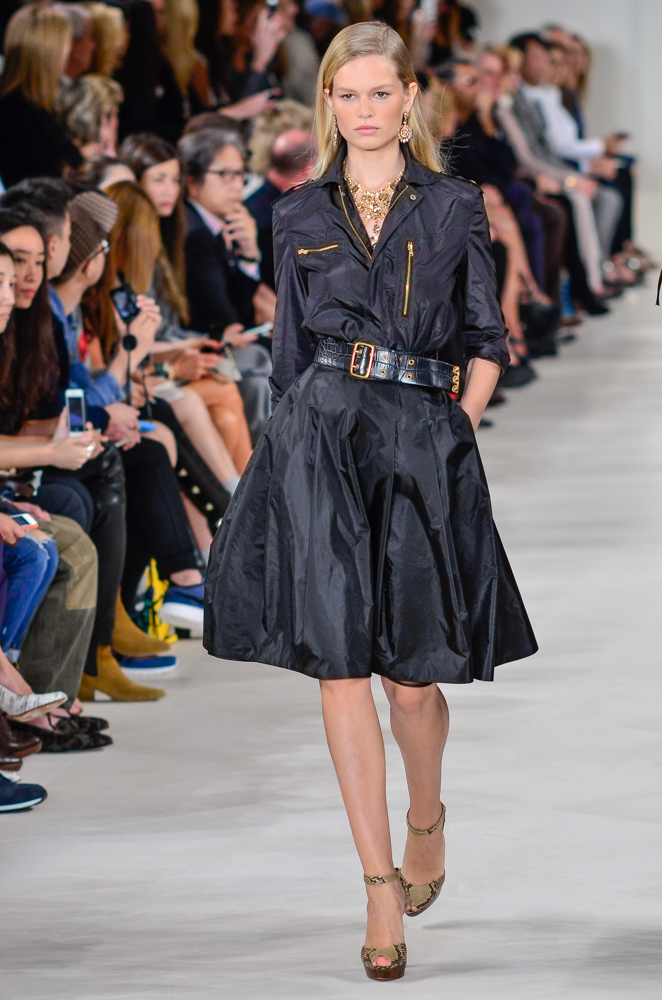
Anna Ewers auf der Präsentation der Frühling-Sommer-Kollektion 2015 des Modeschöpfers Ralph Lauren bei der New York Fashion Week im September 2014

Anna Ewers (* 14. März 1993 in Tiengen, Freiburg im Breisgau) ist ein deutsches Model.

## Karriere
Ein Schüleraustausch nach Kolumbien brachte erste professionelle Aufnahmen der damals 18-jährigen Schülerin. Damit bewarb sich Ewers bei einer Modelagentur.
2013 kam sie ins Geschäft und lief bei 42 Modeschauen in Paris und New York. Ein Anruf des Designers Alexander Wang beförderte ihre Karriere: 2015 schaffte es eine Darstellung mit ihr auf ein Blatt des Pirelli-Kalenders.
Die deutschsprachige Ausgabe März 2015 des Modemagazins Vogue brachte mit ihr zum ersten Mal überhaupt fünf unterschiedliche Titelbilder des gleichen Models von Starfotografen wie Patrick Demarchelier oder Peter Lindbergh. Sie ist 1,75 m groß und lebt in Brooklyn, New York. Laut Stern ist sie 2016 „das international meistgebuchte deutsche Model“.